# Douglas Moore
Douglas Stuart Moore est un compositeur, éducateur et auteur américain né le 10 août 1893 et mort le 25 juillet 1969. Il a composé de la musique pour le théâtre, le film, le ballet et l'orchestre, mais sa célébrité est associée à ses opéras The Devil and Daniel Webster (opéra) (1938) et The Ballad of Baby Doe (1956).

## Catalogue

### Musiques de scène
- Twelfth Night, musique de scène pour La nuit des rois de Shakespeare (1927)
- Greek Games, ballet (1930)
- White Wings, opéra de chambre (1935)
- The Headless Horseman, opérette (1936)
- The Devil and Daniel Webster, opéra folklorique (1939)
- Giants in the Earth, opéra (1949–50, gagnant du Prix Pulitzer en 1951)
- The Ballad of Baby Doe, opéra (1956)
- Gallantry, un soap opéra (1958)
- The Wings of the Dove, opéra (1961)
- Carry Nation, opéra (1966)

### Musique orchestrale
- Four Museum Pieces (1923)
- The Pageant of P.T. Barnum, suite (1924)
- Moby Dick, poème symphonique (1928)
- A Symphony of Autumn (1928–30)
- Overture on an American Tune (1932)
- Village Music, suite (1941)
- In memoriam (1943)
- Down East suite, aussi arrangé pour violon et piano (1944)
- Symphonie n° 2 en la majeur (1945)
- Farm Journal, suite (1947)
- Cotillion Suite (1952)

### Musique de chambre
- Sonate pour violon (1929)
- Quatuor à cordes (1933)
- Quintette pour bois et cor (1942)
- Quintette pour clarinette et cordes (1946)
- Trio pour piano (1953)

### Musiques de films
- Power and the Land (1940, le matériel musical sera plus tard utilisé pour Farm Journal in 1947)
- Youth Gets a Break (1940)
- Bip Goes to Town (1941)
- Power for the Parkinsons (2009)